# San Miguel (Corrientes)
San Miguel é um município da Argentina, localizada na província de Corrientes. É a capital do departamento de San Miguel.